# Reinigungseid

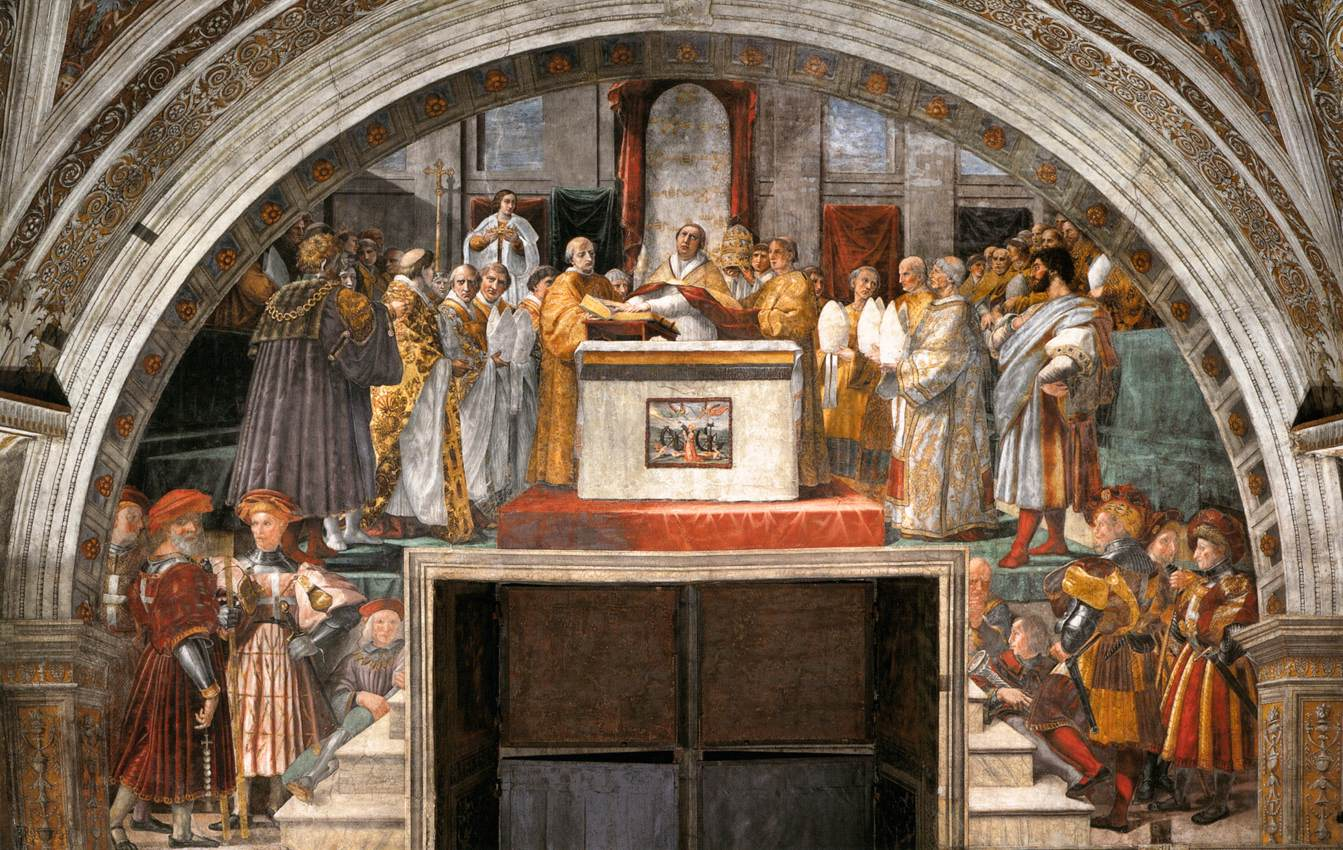
Der Reinigungseid Leos III., Fresko von Raffael, zwischen 1516 und 1517

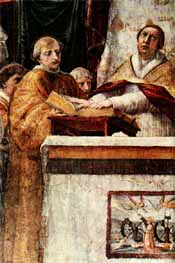
Detail

Als Reinigungseid (lateinisch juramentum purgatorium) bezeichnet man ein auf keltische und germanische Rechtskultur zurückreichendes Verfahrenselement der Gerichtsbarkeit aus dem frühen und hohen Mittelalter, wonach bei unvollständiger Beweislage die Unwahrheit einer behaupteten Tatsache durch einen Eid beschworen wird. Ein bekannter Reinigungseid war die Erklärung, die Papst Leo III. am 23. Dezember 800 vor Karl dem Großen und weiteren Würdenträgern abgab.
Der Reinigungseid wurde einem Angeklagten auferlegt, um ihm Gelegenheit zu geben, sich durch die Eidesleistung von einem Schuldvorwurf „reinzuwaschen“ bzw. seine Unschuld zu bezeugen. Gewöhnlich wurde bei dem Eid zur Beteuerung Gott angerufen und auf einen heiligen Gegenstand durch dessen körperliche Berührung geschworen, insbesondere auf ein Exemplar der Bibel, ein Schwurkreuz oder eine Reliquie. Außerdem gab es eine  vorgegebene Eidesformel. Nur wenn der Reinigungseid dem Angeklagten durch fehlerfreie mündliche Wiedergabe der Eidesformel „gelang“, galt er als unschuldig, anderenfalls wurde er verurteilt. Dies konnte mitunter fehlschlagen. So galt schon das bloße Versprechen oder Verhaspeln bei der Wiederholung der vom Gericht auferlegten Eidesformel als Schuldbekenntnis.
Die Praxis des Reinigungseides beruhte auf der Überzeugung, dass insbesondere überirdische Mächte im Falle eines Meineidversuchs sofort eingreifen und den Eid misslingen lassen würden (→ Gottesurteil).
Es konnte auch vorkommen, dass dem Angeklagten nicht das Recht zum Reinigungseid zugesprochen wurde, nämlich dann, wenn er  auf frischer Tat in flagranti angetroffen worden war, ein Tatbestand, den man in der mittelalterlichen Prozessordnung „bei handhafter Tat“ nannte. In diesem speziellen Falle, dem sogenannten Handhaftverfahren, durfte der Kläger einen Anklageeid aussprechen, der – wenn er gelang – den Angeklagten automatisch schuldig sprach.
Manchmal kam es auch vor, dass Eideshelfer aus der Verwandtschaft den Angeklagten beim Schwören des Reinigungseides unterstützen mussten. Fremde, die über keine Verwandtschaft aus unmittelbarer Nähe verfügten bzw. keinen Eideshelfer beischaffen konnten, mussten sich sodann einem Gottesurteil unterziehen, wie z. B. das Laufen über glühende Kohlen oder das Tragen eines glühenden Hufeisens, wobei keine Brandmarken entstehen durften. Im späten Mittelalter jedoch verschwanden unter Einwirken der Kirche die Gottesurteile mehr und mehr, welche vom Prinzip her noch aus heidnischer Zeit übernommen worden waren.
Gegen Ende des Mittelalters verlor der Reinigungseid langsam an Bedeutung. An seine Stelle trat die Überführung des Angeklagten durch die Aussage zweier glaubwürdiger Zeugen, die „Beweisung“, oder durch das Geständnis des Angeklagten, das „Urgicht“, das oft durch eine „peinliche Befragung“ erpresst wurde.